# Centrale cilinder

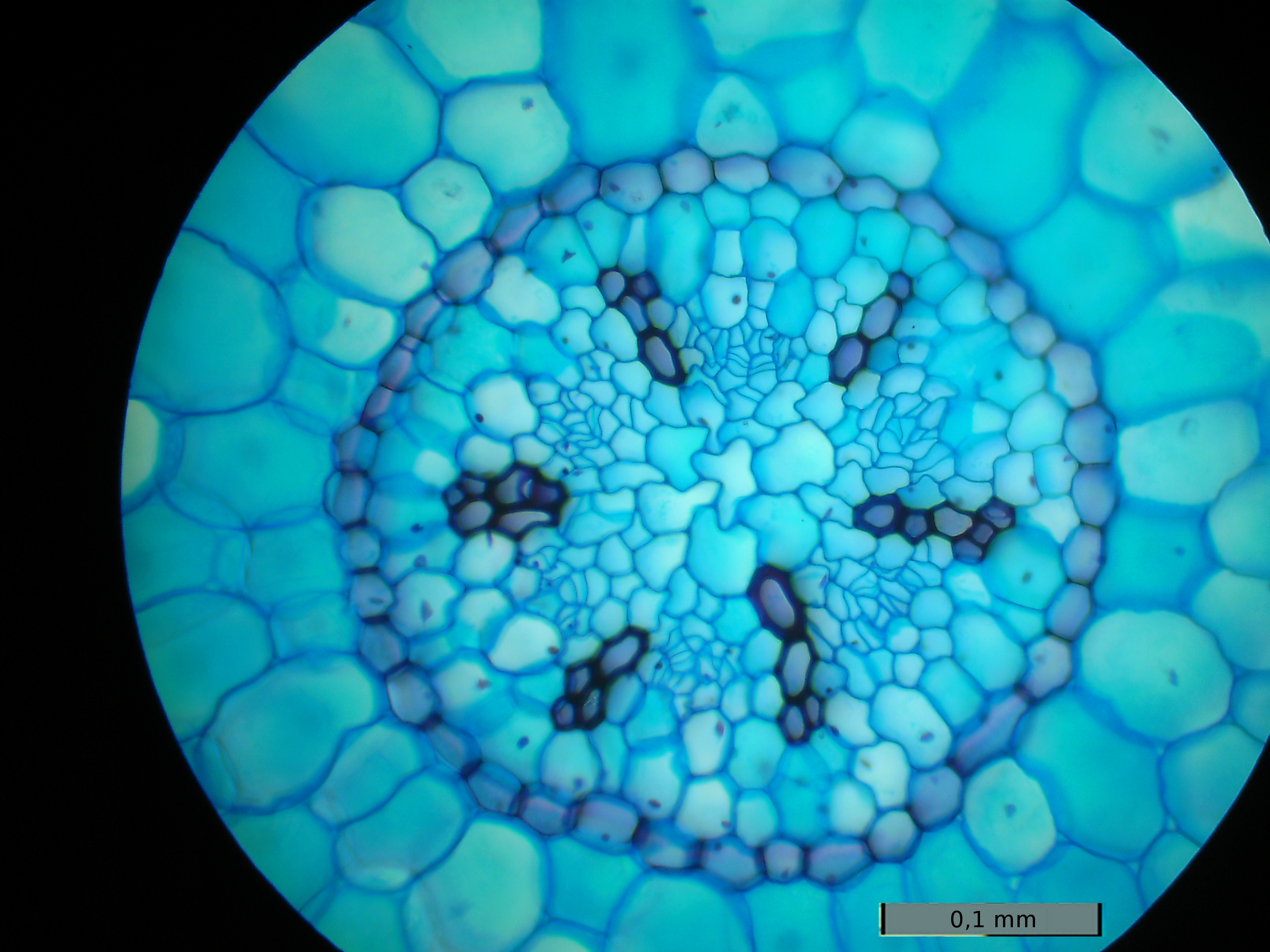
Centrale cilinder van een knolletje van gewoon speenkruid omgeven door de roodgekleurde endodermis

De centrale cilinder of stele (Oudgrieks: στήλη "zuil") is het centrale deel van een plantenstengel en -wortel.

## Stengel bijtweezaadlobbigen

### Primaire stengel
Van binnen naar buiten liggen in de centrale cilinder van de primaire stengel:
- het merg
- het xyleem
- de cambiumring
- het floëem

### Secundaire stengel
Van binnen naar buiten liggen in de centrale cilinder van de secundaire stengel:
- het merg (soms afwezig)
- het secundair xyleem
- de cambiumring
- het secundair floëem

- Tangentiale doorsnede van een vierjarige stam: 0 = merg; 1 = grens jaarring; 2 = harskanalen;
3 = primaire mergstralen;
4 = secundaire mergstralen;
5 = cambium; 6 = mergstralen in de bast (baststralen);
7 = kurkcambium; 8 = bast;
9 = schors

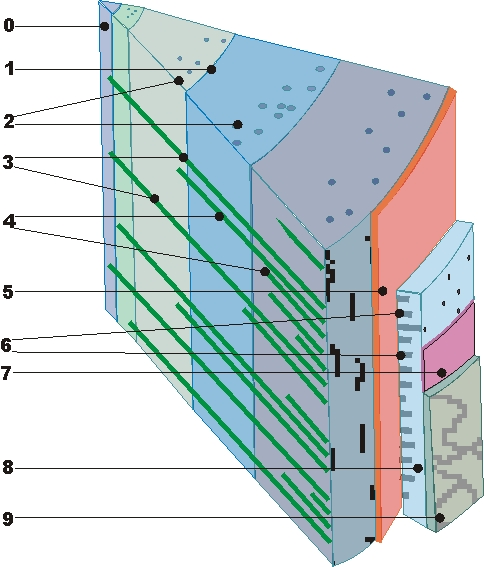
Tangentiale doorsnede van een vierjarige stam: 0 = merg; 1 = grens jaarring; 2 = harskanalen; 3 = primaire mergstralen; 4 = secundaire mergstralen; 5 = cambium; 6 = mergstralen in de bast (baststralen); 7 = kurkcambium; 8 = bast; 9 = schors
Dwarsdoorsnede van een vlasstengel. 1=merg; 2=primair xyleem; 3=xyleem; 4=floëem; 5=sclerenchym (vezels); 6=primaire schors (cortex); 7=epidermis

## Wortel bijtweezaadlobbigen

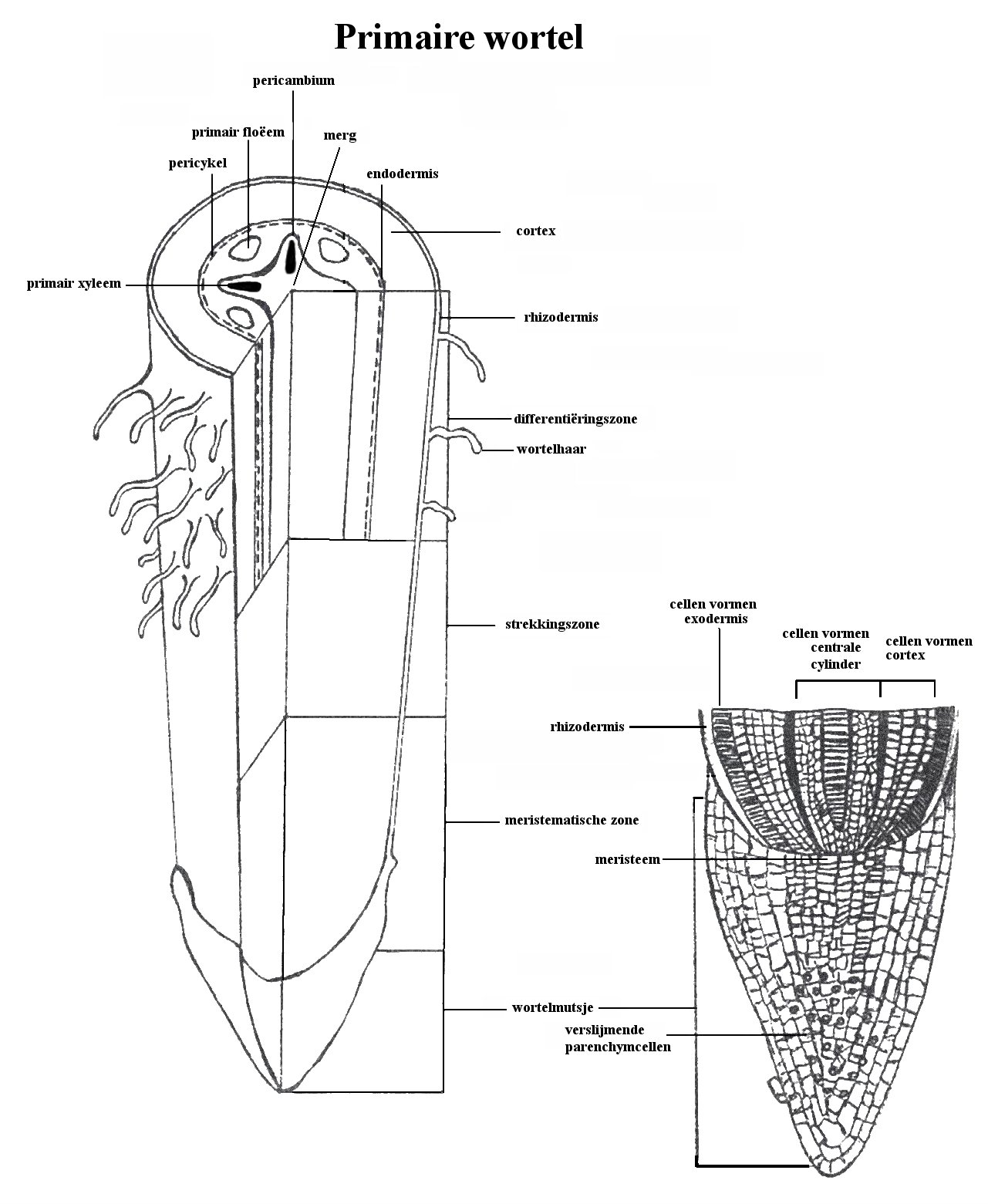
Schematische lengtedoorsnede van een primaire wortel.
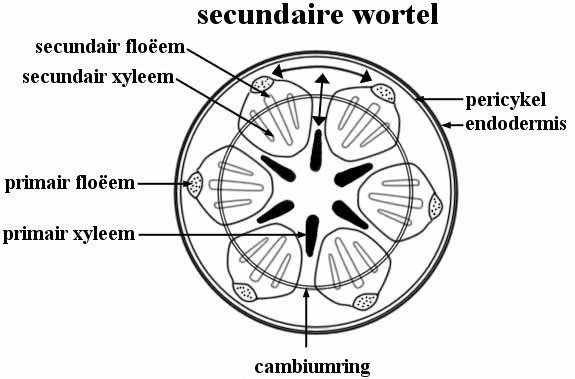
Schematische dwarsdoorsnede secundaire wortel
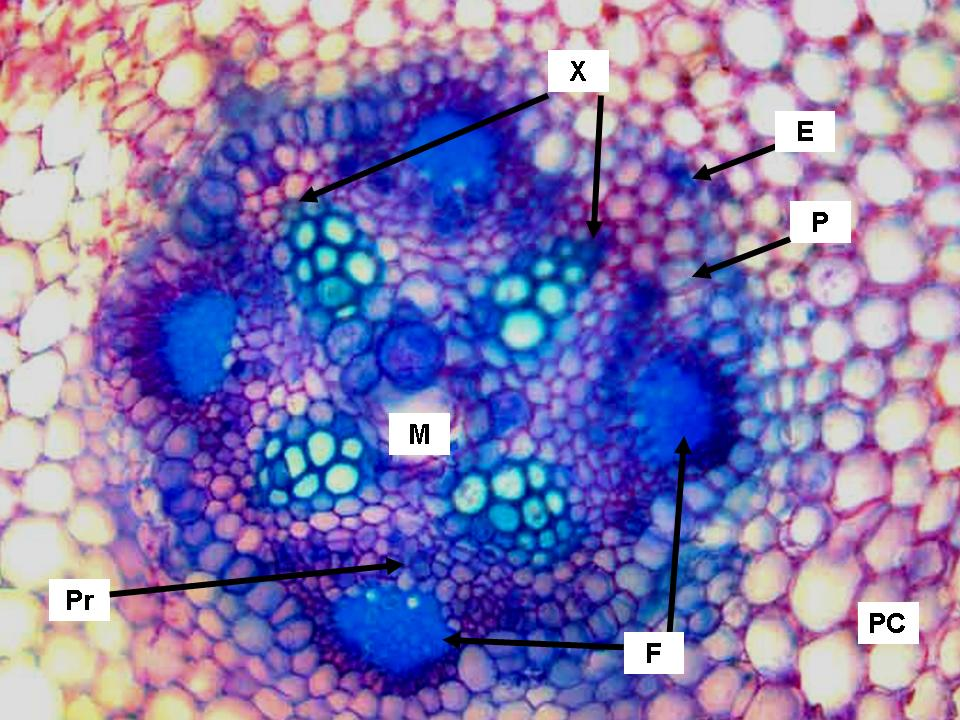
Centrale cilinder van een primaire wortel van de boon (Phaseolus}. PC: schorsparenchym van de primaire schors; E: endodermis; P: pericykel; X: xyleem; F: floëem; Pr: procambium; M: merg

## Verbinding tussen wortel en stengel

Patronen van xyleemvorming: xylem in bruin; pijlen geven de richting aan van de vorming van primair naar secundair xyleem.

De exarche xyleemplaten in de wortel moeten aansluiten aan de endarche xyleemstrengen in de stengel oftewel de actinostele moet aangesloten worden op de eustele. Bij de wortel ligt het secundaire xyleem in het centrum en wordt omgeven door het primaire xyleem. Bij de stengel is dit net andersom. In het overgangsgebied dat minder dan 1 mm bij kleine wortelrozetten tot 30 mm kan bedragen keert het exarche xyleem om naar endarch xyleem. Soms splitsen de xyleemplaten of floëemstrengen van de wortel zich. Het overgangsgebied kan soms doorlopen tot ver in het hypocotyl.

## Stengel bij eenzaadlobbigen
Bij de eenzaadlobbigen zijn de gesloten collaterale vaatbundels in de centrale cilinder, gezien op de dwarse doorsnede, alleenstaand gerangschikt. Het xyleem ligt aan de binnenkant van de vaatbundel en het floëem aan de buitenkant. De vaatbundels liggen in een verbindend, parenchymatisch weefsel. De centrale cilinder wordt omgeven door de cortex.

## Steletypen bijvaatplanten

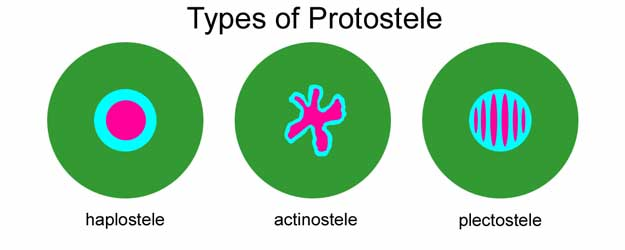
Typen protostelen

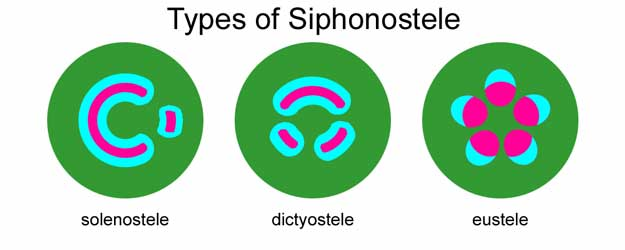
Typen siphonostelen

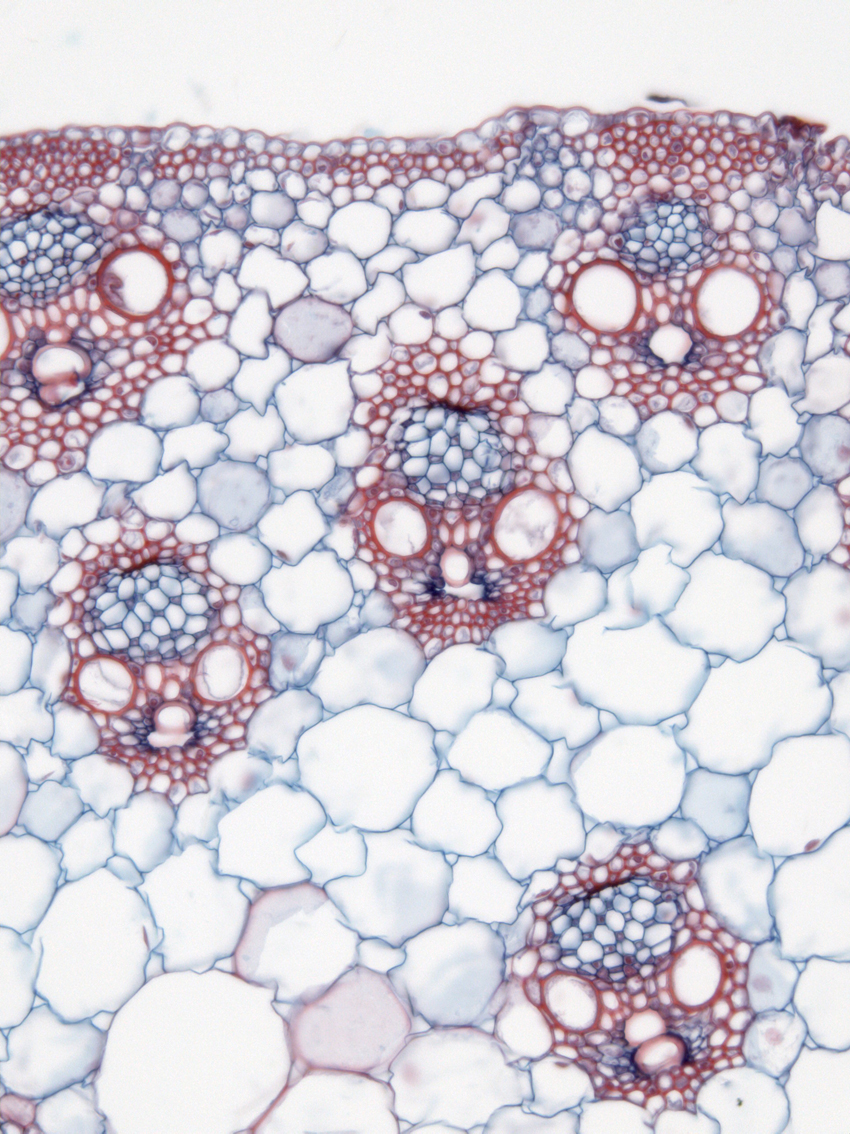
Dwarsdoorsnede maisstengel met alleenstaande vaatbundels (eenzaadlobbige)

Het begrip stele is als model in 1886 gepubliceerd door de Franse botanici Philippe Édouard Léon Van Tieghem en H. Doultion voor het begrijpen van de relatie tussen de stengel en de wortel en voor discussie over de evolutie van de morfologie van vaatplanten.
Er kunnen bij vaatplanten afhankelijk van de rangschikking van de vaatbundels, het geheel van het geleidingsweefsel, acht verschillende steletypen onderscheiden worden in twee hoofdgroepen: protostele en sifonostele.

### Protostele
De protostele is opgebouwd uit een volle cilinder xyleem, die omgeven wordt door een doorlopende mantel van floëem.
- Haplostele: Er is één vaatbundel, die concentrisch in het midden van de stengel en wortel ligt. Op dwarse doorsnede is het xyleem rond. Het xyleem ligt aan de binnenkant en het floëem aan de buitenkant van de vaatbundel (perixylematisch). Het primaire xyleem ligt in het centrum en wordt later omgeven door het secundaire xyleem. Waarschijnlijk kwam deze vorm voor bij de allereerste landplanten, zoals de Rhynia-soorten.
- Actinostele: (Oudgrieks: ἀκτίς „straal“) is en variatie op de protostele, waarbij de kern gelobd of gleufvormig is. Op dwarse doorsnede is het xyleem stervormig. Het secundaire xyleem ligt in het centrum en wordt omgeven door het primaire xyleem. Aan de top van de lobben met secundair xyleem komt plaatselijk primair xyleem voor. Het secundaire floëem vult uiteindelijk het geheel tussen de xyleemlobben op. De actinostele is een definiërende eigenschap voor de klasse Lycopsida en komt voor bij de primitieve varens (de orde Psilotaceae) en wolfsklauwfamilie (Lycopodiaceae). Daarnaast komt dit type voor in de plantenwortels.
- Plectostele: (Oudgrieks: πλεκτός „gevlochten“) Op dwarse doorsnede is het xyleem opgesplitst in longitudinale platen, waarvan sommigen met elkaar verbonden zijn. De platen worden omgeven door floëem. Sommige hedendaagse Lycopsida, waartoe de wolfsklauwfamilie behoort, hebben plectostelen. De plectostele wordt wel als een overgang naar de onderstaande stelen beschouwd.
- Polystele of polycyclische stele: Deze stele bestaat uit meerdere concentrische, parallel verlopende vaatbundels, die over de gehele doorsnede verdeeld zijn. Fylogenetisch zou de polystele zich door splitsing ontwikkeld hebben uit de actinostele.

### Sifonostele
De Sifonostele (Oudgrieks: σίφων "slang") heeft een centrale cilinder, waarin het merg wordt omsloten door het xyleem. Sifonostelen hebben dikwijls op de plaatsen waar bladeren zitten onderbrekingen in de vaatbundelstreng, die bladvensters worden genoemd. Siphonostelen kunnen ectofloïsch, floëem alleen aan de buitenkant van het xyleem, of amfifloïsch, floëem zowel aan de buiten- als binnenkant van het xyleem hebben. 
De centrale cilinder is gesloten met het endodermis aan de binnenkant van de cortex en merg aan de buitenkant. Vele varens en enkele Asterids van de bedektzadigen hebben een amfifloïsche stele.
- Solenostele: Dit steletype heeft niet meer dan één bladvenster in de vaatbundelstreng in alle transverse (dwarse) richtingen. Dit betekent dat er geen overlappende bladvensters zijn. Dit steletype komt voor bij enkele varenfamilies.
- Dictyostele: Dit steletype heeft meerdere bladvensters in de vaatbundelstreng in alle transverse (dwarse) richtingen, waardoor er een netvormige slang gevormd wordt. De dictyostele ziet er ogenschijnlijk uit als vele geïsoleerde, concentrische eilandjes van xyleem omgeven door floëem. Zo'n geïsoleerd eilandje van xyleem omgeven door floëem wordt wel een meristele genoemd en heeft aan de buitenkant een pericykel en een endodermis. De dictyostele komt alleen voor in de stengels van varens.
- Eustele: Bij dit steletype ligt het primaire weefsel van de vaatbundels gewoonlijk in een of twee ringen rond het merg. Dit steletype komt vooral voor bij de stengels van tweezaadlobbigen. De vaatbundels kunnen collateraal, met het floëem slechts aan één zijde van het xyleem, of bicollateraal, met het floëem aan beide zijden van het xyleem, zijn. Bicollaterale vaatbundels komen voor bij sommige Solanaceae.
- Atactostele: (Oudgrieks:. ἄτακτος "ongeordend") Dit type stele is een afgeleide van de eustele, komt voor bij de stengels van eenzaadlobbigen (monocotylen) en kan gezien worden als een sterk opgebroken eustele. De gesloten collaterale vaatbundels zijn, gezien op de dwarse doorsnede, alleenstaand gerangschikt. Het xyleem ligt aan de binnenkant van de vaatbundel.